# Chronon
Chrononen (abgeleitet von griechisch chronos, die Zeit) sind hypothetische Elementarteilchen der Zeit.

## Beschreibung
In der Physik sind Chrononen bislang nur vermutete Zeitquanten. Ähnlich den Quanten, die die kleinste Energieeinheit darstellen, sollen Chrononen die kleinste Einheit auf der Zeitebene bestimmter Teilchen darstellen. Die Größe der Einheit wird für Elektronen in der Regel mit 2×10−23 Sekunden angegeben. Durch diese „Zeitquanten“ könnten einige Unstimmigkeiten in der Quantenphysik behoben werden. Die Idee dazu stammt aus einem Modell von Piero Caldirola (1914–1984).
In der aktuellen Forschung spielt der Vorschlag von Chrononen kaum eine Rolle. Auf der einen Seite ist es durchaus sinnvoll, die Zeit in quantenähnliche Teile aufzuteilen – eine stimmige Quantengravitation wäre dadurch eventuell möglich. Andererseits ist das Chronon in der derzeitigen Ausdehnung zu groß, um ein kleinstes absolutes Zeitmaß abbilden zu können: Das viel kleinere Intervall der Planck-Zeit (10−43 Sekunden) spräche auf jeden Fall gegen die derzeitige Annahme des bisher definierten Intervalls, da die Größe erheblich unter der des Chronons liegt.